# Сехемиб-Перенмат
Секемиб-Перенмат је име фараона Друге египатске династије, за кога неки претпостављају да би могао бити иста особа као и Перибсен, док други мисле да је реч о засебном владару који је владао Доњим Египтом у исто доба када је Перибсен владао Горњим Египтом.
Недавни археолошки докази из Сахаре подржавају теорију о томе да је Кхасекхемви наследник Секхемиба-Перенмата. Перибсен је потврђен искључиво у горњоегипатским налазиштима као што су Абидос и Елефамнтина, што такође сугерише да је изгубио власт над Доњим Египтом за време своје владавине.